# سیم سانگ دای
سیم سانگ دای (Sim Sang-dae) (زادهٔ ۱۹۶۰) یک نویسنده اهل کره جنوبی است.
برجسته‌ترین ویژگی سیم سانگ دای توانایی او در ایجاد تعادل بین موضع زیبایی شناختی و تکمیل روایت است. از سه کار اول او، "Myosachong" (묘사총 A توضیحات)، "Mukhoreul aneunga" (묵호를 아는가 آیا می دانی Mukho) و "Suchaehwa gamsang" (수채화 감상 او به آب نگاه می‌کند) که در هر اثر ظاهر بسیار متفاوتی را نشان می‌دهد، علیرغم اینکه همه آنها حس زبانی و مهارت فنی عالی را نشان می‌دهند.
به‌طور کلی، او اشتیاق به زندگی را به تصویر می‌کشد که در آن مردم واقعاً با یکدیگر پیوند می‌خورند، جایی که مردم با عزت زندگی می‌کنند، جهانی قبل از تمدن و نظم عقل، که در آن نفس پرنشاط و وحشی زندگی منحصر به فرد برای انسان‌ها هنوز زندگی می‌کند و نفس می‌کشد.

## آثار
- Nappeun bom (나쁜 봄 بهار بد)، ۲۰۱۴.
- Simmiju-uija (심미주의자 The Aestheticist)، ۲۰۰۵.
- بالجی (발찌 دستبند مچ پا)، ۲۰۰۲.
- Myeongokheon (명옥헌)، ۲۰۰۱.
- Tteollim (떨림 The Trembling)، ۲۰۰۰.
- Neukdaewaui inteobyu (늑대와의 인터뷰 مصاحبه با گرگ)، ۱۹۹۹.
- Mukhoreul aneunga (묵호를 아는가 آیا می‌دانید Mukho)، ۱۹۹۰.

## جوایز
- جایزه ادبی HMS (هان مو سوک)، ۲۰۱۶.
- جایزه ادبی Kim Yujung، ۲۰۱۲.
- جایزه ادبی هیوندای، ۲۰۰۱.